# بدگریز کریک، نیو ساوت ولز
بدگریز کریک (به انگلیسی: Badgerys Creek) یک حومه شهر در استرالیا است که در نیو ساوت ولز واقع شده‌است.

### آب و هوا
| داده‌های اقلیم بدگریز کریک         | داده‌های اقلیم بدگریز کریک | داده‌های اقلیم بدگریز کریک | داده‌های اقلیم بدگریز کریک | داده‌های اقلیم بدگریز کریک | داده‌های اقلیم بدگریز کریک | داده‌های اقلیم بدگریز کریک | داده‌های اقلیم بدگریز کریک | داده‌های اقلیم بدگریز کریک | داده‌های اقلیم بدگریز کریک | داده‌های اقلیم بدگریز کریک | داده‌های اقلیم بدگریز کریک | داده‌های اقلیم بدگریز کریک | داده‌های اقلیم بدگریز کریک |
| ماه                               | ژانویه                    | فوریه                     | مارس                      | آوریل                     | مه                        | ژوئن                      | ژوئیه                     | اوت                       | سپتامبر                   | اکتبر                     | نوامبر                    | دسامبر                    | سال                       |
| --------------------------------- | ------------------------- | ------------------------- | ------------------------- | ------------------------- | ------------------------- | ------------------------- | ------------------------- | ------------------------- | ------------------------- | ------------------------- | ------------------------- | ------------------------- | ------------------------- |
| سابقهٔ بیش‌ترین °C (°F)             | ۴۵٫۸ (۱۱۴)                | ۴۲٫۶ (۱۰۹)                | ۴۰٫۰ (۱۰۴)                | ۳۴٫۶ (۹۴)                 | ۲۷٫۹ (۸۲)                 | ۲۵٫۲ (۷۷)                 | ۲۵٫۴ (۷۸)                 | ۲۸٫۸ (۸۴)                 | ۳۴٫۸ (۹۵)                 | ۳۷٫۲ (۹۹)                 | ۴۱٫۹ (۱۰۷)                | ۴۲٫۵ (۱۰۹)                | ۴۵٫۸ (۱۱۴)                |
| میانگین بیش‌ترین °C (°F)           | ۲۹٫۸ (۸۶)                 | ۲۸٫۶ (۸۳)                 | ۲۶٫۷ (۸۰)                 | ۲۳٫۹ (۷۵)                 | ۲۰٫۵ (۶۹)                 | ۱۷٫۸ (۶۴)                 | ۱۷٫۲ (۶۳)                 | ۱۹٫۲ (۶۷)                 | ۲۲٫۶ (۷۳)                 | ۲۴٫۵ (۷۶)                 | ۲۶٫۱ (۷۹)                 | ۲۸٫۰ (۸۲)                 | ۲۳٫۷ (۷۵)                 |
| میانگین کم‌ترین °C (°F)            | ۱۶٫۹ (۶۲)                 | ۱۷٫۱ (۶۳)                 | ۱۵٫۰ (۵۹)                 | ۱۱٫۲ (۵۲)                 | ۷٫۶ (۴۶)                  | ۵٫۲ (۴۱)                  | ۴٫۲ (۴۰)                  | ۴٫۶ (۴۰)                  | ۷٫۶ (۴۶)                  | ۱۰٫۲ (۵۰)                 | ۱۳٫۴ (۵۶)                 | ۱۵٫۲ (۵۹)                 | ۱۰٫۷ (۵۱)                 |
| سابقهٔ کم‌ترین °C (°F)              | ۸٫۲ (۴۷)                  | ۸٫۵ (۴۷)                  | ۶٫۴ (۴۴)                  | −۰٫۱ (۳۲)                 | −۱٫۱ (۳۰)                 | −۳٫۰ (۲۷)                 | −۴٫۵ (۲۴)                 | −۱٫۹ (۲۹)                 | −۰٫۵ (۳۱)                 | ۲٫۲ (۳۶)                  | ۵٫۳ (۴۲)                  | ۶٫۶ (۴۴)                  | −۴٫۵ (۲۴)                 |
| بارندگی میلی‌متر (اینچ)            | ۷۷٫۴ (۳٫۰۵)               | ۱۰۸٫۰ (۴٫۲۵)              | ۷۷٫۳ (۳٫۰۴)               | ۴۳٫۲ (۱٫۷)                | ۴۰٫۱ (۱٫۵۸)               | ۵۲٫۱ (۲٫۰۵)               | ۲۳٫۸ (۰٫۹۴)               | ۳۰٫۴ (۱٫۲)                | ۳۴٫۶ (۱٫۳۶)               | ۵۲٫۹ (۲٫۰۸)               | ۷۶٫۷ (۳٫۰۲)               | ۶۰٫۲ (۲٫۳۷)               | ۶۸۱٫۰ (۲۶٫۸۱)             |
| میانگین روزهای بارندگی (≥ ۰.۱ mm) | ۱۱٫۴                      | ۱۱٫۳                      | ۱۱٫۷                      | ۱۰٫۴                      | ۸٫۲                       | ۱۰٫۴                      | ۸٫۰                       | ۶٫۵                       | ۸٫۱                       | ۸٫۸                       | ۱۱٫۴                      | ۱۱٫۴                      | ۱۱۷٫۶                     |
| درصد رطوبت                        | ۴۹                        | ۵۵                        | ۵۵                        | ۵۲                        | ۵۳                        | ۵۶                        | ۵۰                        | ۴۴                        | ۴۴                        | ۴۵                        | ۵۰                        | ۴۸                        | ۵۰                        |
| منبع:                             |                           |                           |                           |                           |                           |                           |                           |                           |                           |                           |                           |                           |                           |